# Chionaspis
Genre
Chionaspis est un genre d'insectes hémiptères de la famille des Diaspididae.

## Description
Dans sa publication de 1869, l'entomologiste français Victor Signoret (1816-1889) décrit ce genre comme suit :
- bouclier mâle long, généralement blanc, aux côtés presque parallèles et plus ou moins caréné ;
- bouclier femelle long, avec une extrémité presque pointue et l’autre arrondie ;
- femelle présentant cinq plaques de filières.

## Liste d'espèces
Selon GBIF (21 janvier 2024) :
- Chionaspis acer (Takagi & Kawai, 1966)
- Chionaspis acericola Hollinger, 1923
- Chionaspis acuta Danzig, 1936
- Chionaspis agonis Fuller, 1897
- Chionaspis agranulata Chen, 1983
- Chionaspis alnus Kuwana, 1928
- Chionaspis americana Johnson, 1896
- Chionaspis angusta Green, 1904
- Chionaspis arkhola Takagi, 1985
- Chionaspis austriaca Lindinger, 1912
- Chionaspis brachycephalon Vea, 2013
- Chionaspis broughae Williams & Watson, 1988
- Chionaspis cacti Kuwana & Muramatsu, 1931
- Chionaspis camphora (Chen, 1983)
- Chionaspis candida Green, 1905
- Chionaspis caryae Cooley, 1898
- Chionaspis castanopsidis Takagi, 1985
- Chionaspis caudata Vea, 2013
- Chionaspis cinnamomicola (Takahashi, 1935)
- Chionaspis clematidis Takagi, 1985
- Chionaspis comys William & Watson, 1988
- Chionaspis corni Cooley, 1899
- Chionaspis cornigera Takagi, 1985
- Chionaspis discadentata Danzig, 1976
- Chionaspis dryina (Ferris, 1953)
- Chionaspis ethelae Fuller, 1897
- Chionaspis etrusca Leonardi, 1908
- Chionaspis floridensis Takagi, 1969
- Chionaspis formosa Green, 1904
- Chionaspis frenchi Green, 1915
- Chionaspis freycinetiae Williams & Watson, 1988
- Chionaspis furfura (Fitch, 1857)
- Chionaspis gengmaensis (Chen, 1983)
- Chionaspis gilli Liu & Kosztarab, 1987
- Chionaspis gleditsiae Sanders, 1903
- Chionaspis hamoni Liu & Kosztarab, 1987
- Chionaspis heterophyllae Cooley, 1897
- Chionaspis himalaica Takagi, 1985
- Chionaspis kabyliensis Balachowsky, 1930
- Chionaspis keravatana Williams & Watson, 1988
- Chionaspis kosztarabi Takagi and Kawai, 1967
- Chionaspis lepineyi Balachowsky, 1928
- Chionaspis linderae Takahashi, 1952
- Chionaspis lintneri Comstock, 1883
- Chionaspis lithocarpi Takahashi, 1942
- Chionaspis lithocarpicola Takahashi, 1942
- Chionaspis longiloba Cooley, 1889
- Chionaspis lumbiniana Takagi, 1985
- Chionaspis lutea Newstead, 1911
- Chionaspis machillicola (Takahashi, 1935)
- Chionaspis megazygosis Chen, 1983
- Chionaspis montanoides Tang, 1986
- Chionaspis nyssae Comstock, 1881
- Chionaspis obclavata Chen, 1983
- Chionaspis ortholobis Comstock, 1881
- Chionaspis osmanthi (Ferris, 1953)
- Chionaspis pandanicola Williams & Watson, 1988
- Chionaspis pinifoliae (Fitch, 1856)
- Chionaspis platani Cooley, 1889
- Chionaspis pusa Rao, 1953
- Chionaspis ramakrishnai Rao, 1953
- Chionaspis rhaphidophorae Williams & Watson, 1988
- Chionaspis rotunda (Takahashi, 1935)
- Chionaspis saitamaensis Kuwana, 1928
- Chionaspis salicis (Linnaeus, 1758)
- Chionaspis sassceri Cockerell & Robbins, 1909
- Chionaspis sivapuriana Takagi, 1985
- Chionaspis sonorae Vea, 2013
- Chionaspis sozanica Takahashi, 1933
- Chionaspis sterculiae Laing, 1932
- Chionaspis styracis Liu & Kosztarab, 1989
- Chionaspis subrotunda (Chen, 1983)
- Chionaspis tangana (Lindinger, 1910)
- Chionaspis torreyanae Vea in Vea, Gwiazdowski & Normark, 2013
- Chionaspis triformis Tippins & Beshear, 1974
- Chionaspis trochodendri (Takahashi, 1936)
- Chionaspis venui Menon & Khan, 1961
- Chionaspis wistariae Cooley, 1897
- Chionaspis xanthorrhoeae Fuller, 1897
- Chionaspis yanagicola (Kuwana & Muramatsu, 1932)

## Classification
Le nom valide complet (avec auteur) de ce taxon est Chionaspis Signoret, 1869,.

## Publication originale
- V. Signoret, « Essai sur les Cochenilles ou Gallinsectes (Homoptères - Coccides), 5e partie », Annales de la Société entomologique de France, Paris, SEF et Taylor & Francis, vol. 9,‎ 1869, p. 431-452 (ISSN 0037-9271 et 2168-6351, OCLC 1765810, lire en ligne).